# Американо-суринамские отношения
Американо-суринамские отношения — двусторонние дипломатические отношения между США и Суринамом.

## История
После восстановления демократического правления в Суринаме в 1991 году, Соединенные Штаты наладили положительные и взаимовыгодные отношения с этой страной. Соединенные Штаты обеспечивают подготовку офицеров, правоохранительных органов, прокуроров и политиков Суринама, чтобы содействовать лучшему пониманию роли военных в гражданском правительстве. Соединенные Штаты также спонсируют участие Суринама в программе ООН по контролю за незаконным оборотом наркотиков. США предоставляют помощь Суринаму в ликвидации последствий стихийных бедствий, предотвращению инфекционных заболеваний и в борьбе с транснациональной преступностью.

## Торговля
Растущая экономика Суринама создаёт новые возможности для американского экспорта и инвестиций. Соединенные Штаты являются одним из основных партнеров Суринама. Американские компании инвестируют в добывающие отрасли, включая добычу бокситов и золота, также есть совместное соглашение о добыче морской нефти вместе с государственной суринамской нефтяной компании Staatsolie. Экспорт США в Суринам: химикаты, транспортные средства, детали для машин, мясо и пшеница.